# St. Jakob (Lennesrieth)

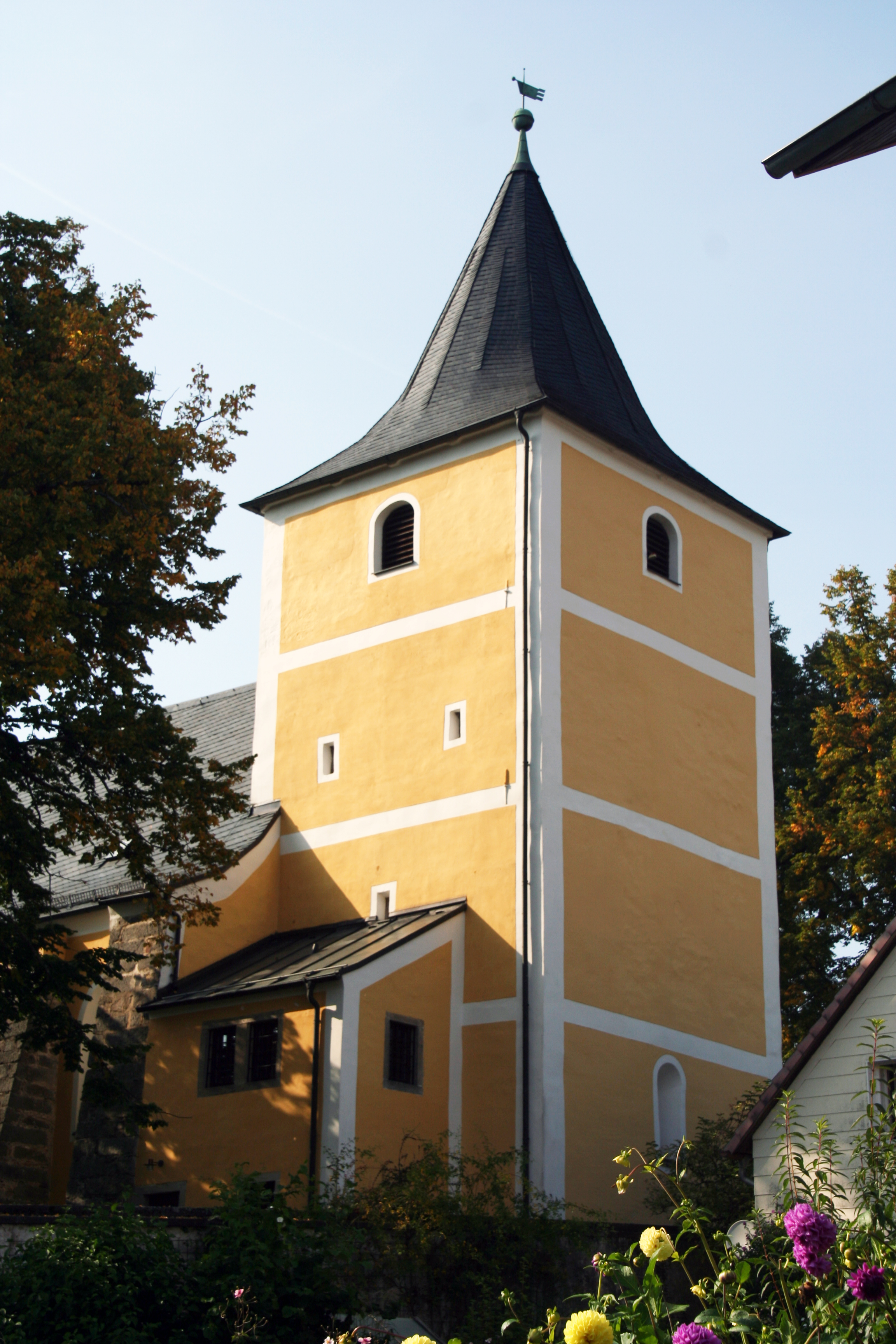
Filialkirche St. Jakob in Lennesrieth bei Waldthurn

Die denkmalgeschützte römisch-katholische Filialkirche St. Jakob liegt im oberpfälzischen Lennesrieth, einem Stadtteil von Waldthurn (Lennesrieth 22). Das Patrozinium ist Jakobus dem Älteren geweiht, der auch der Patron der Ritter war.

## Geschichte
Die hiesige Kirche wird 1279 erstmals genannt. Damals entsagen Friedrich von Waldawe und Heinrich sein Sohn allen Rechten auf die Besitzungen in Lenersreut, auch auf das steinerne Haus bei der Kirche daselbst. Eine Pfarrei in Lennesrieth ist in den ältesten Pfarreiverzeichnissen des Bistums Regensburg seit 1326 nachgewiesen. Die Pfarrei wurde von einem Leutpriester betreut und besaß auch einen Friedhof. Die Pfarrei wurde von den Herren von Waldau gestiftet, die auch das Präsentationsrecht für die Kirche besaßen.
Die Gegend wurde in der Reformationszeit von 1540 bis 1628 lutherisch und von 1559 bis 1576 kalvinistisch. Unter den Wirsbergern wurde die Pfarrei mit lutherischen Prädikanten besetzt, das Kirchengerät und die liturgische Kleidung wurde eingezogen. Willibald von Wirsberg war bemüht, die Pfarrei von Lennesrieth nach Waldthurn zu verlegen, dies wurde endgültig aber erst 1685 vollzogen und seit dieser Zeit ist Lennesrieth eine Filiale von Waldthurn. Um 1628 begann die Gegenreformation; offenbar ging die Konversion zum katholischen Glauben nicht gewaltfrei vor sich, denn es mussten hier 90 Dragoner stationiert werden.

## Kirchengebäude
Der mit Schießscharten versehene Chorturm der Kirche erinnert an die mittelalterliche Wehrkirche. Einen schriftlichen Beleg für eine solche Verwendung gibt es aber nicht, sondern diese Zuschreibung wird allein aus der architektonischen Gestaltung erschlossen. Oberhalb des Chorraumes befinden sich sechs rechteckige Schießscharten mit einer Höhe von 50 bis 60 cm und einer Breite von 20 bis 30 cm, die sich nach innen erweitern. Eine Treppe zu diesem Geschoss hat es nicht gegeben, sondern der Raum musste vom Kirchendachboden aus betreten werden. Dieser ist von der Empore aus zugänglich und ist mit einer schweren Eisentür gesichert. Diese war mit Riegelbalken gegen das Eindrücken von außen geschützt.
Die Lennesriether Kirche ist eine Saalkirche mit einem Walmdach und einem eingezogenen Rechteckchor. Der Chorturm wird mit einem gotischen Knickhelm abgeschlossen. Der mittelalterliche Turm besitzt die Außenmaße von 7 × 7,9 Metern und eine Mauerstärke von 1,55 Metern im Sockelbereich. Im Turminneren befindet sich der Chor mit einem Tonnengewölbe. Bei der Renovierung von 2003 wurde auf der Nordseite ein gemauerter Bogen sichtbar, der von einem früheren Eingang stammt.
Das Langhaus besitzt vier Joche, eine Länge von 17,6 und eine Breite von 11,5 Metern. Das Langhaus ist mit Pilastern sowie Tonnengewölben mit Stichkappen ausgestattet. In den beiden vorderen Jochen haben sich gotische Spitzbogenfenster erhalten, im dritten Joch ist ein Rundbogenfenster aus späterer Zeit.  An der Nordseite wurde ein vermauertes Spitzbogenfenster aus Sandstein gefunden, das eventuell aus einer frühen Bauphase der Kirche stammt. 1712 wurde an das Langhaus ein drittes Joch angebaut, 1774 fand ein Umbau mit einer kompletten Erneuerung des Dachstuhls und dem Anbau einer Sakristei an der Südseite statt. Die Seitenportale am Langhaus sind mit 1830 und 1860 bezeichnet, stammen also aus jüngerer Zeit.
Nach mehreren Innenrenovierungen (1903 und 1956) sowie einer Außenrenovierung von 1992 erfolgte zwischen 2002 und 2006 die Generalsanierung der Kirche. Im Inneren wurde die Kommunionbank abgebaut und es wurden ein Volksaltar sowie ein Ambo im Altarraum errichtet. An der Frontseite des Volksaltars sind in einem Reliquiar die Reliquien der Hl. Aurelia, einer Märtyrerin aus dem 3. Jahrhundert, und der seligen Anna Schäffer von Mindelstetten aufbewahrt.

## Innenausstattung
Von der mittelalterlichen Kirche hat sich ein sechzehneckiger Taufstein erhalten. In der linken Mauer ist der Giebel eines Sakramentshäuschens eingemauert, ein sog. Wimperg, im Halbrelief sind neben einer Kreuzblume die Symbole der Hochgerichtsbarkeit der Herrschaft Waldthurn, Schwert und Rad, dargestellt.
Im Chorbogen findet sich ein dreigeteiltes Patronatswappen mit dem Turm, als Wappen der Herren von Waldthurn, einem Schild mit drei herzförmigen Blättern, Zeichen des Waldsassener Abtes Nikolaus Preisser, und einem Schild mit Schrägbalken, Zeichen des Bistums Regensburg.
Die Kirche besitzt drei barocke Akanthusaltäre, die dem Auerbacher Bildhauer Johann Michael Doser zugeschrieben werden. Der Hauptaltar stammt von 1734. Er besitzt vier glatte Säulen. Im Altarauszug wird die Hl. Dreifaltigkeit dargestellt. Das Altarbild zeigt den Hl. Jakobus den Älteren. Die Seitenfiguren stellen die Heiligen Laurentius und Stephanus dar. Das Altarbild des rechten Nebenaltars zeigt St. Leonhard und St. Wendelin, die Seitenfiguren sind die Heiligen Emmeram von Regensburg und Blasius. Im Altarauszug ist eine Figur des Johannes von Nepomuk. Der linke Seitenaltar enthält einen Glasschrein mit einer spätgotischen Madonnadarstellung von 1500 (1903 stark verändert). Im Altarauszug steht eine Figur des Hl. Isidor.
An den Wänden ist ein Kreuzweg von 1821 des Anton Hautmann aus Tirschenreuth. Die Tafeln I bis X stammen von Stiftern, die Stationen XI bis XIV haben keine Stifternennungen. 2006 wurde der Kreuzweg umfassend restauriert.
Die Barockkanzel aus dem 17. Jahrhundert zeigt am Schalldeckel den Erzengel Michael als den Bezwinger Satans. An der Brüstung sind Bilder der vier Evangelisten und von Christus Salvator angebracht. Die Deckenmalereien sind neuzeitlicher Art, geschaffen bei der Kirchenrenovierung 1958.